# Глобальное потепление и сельское хозяйство

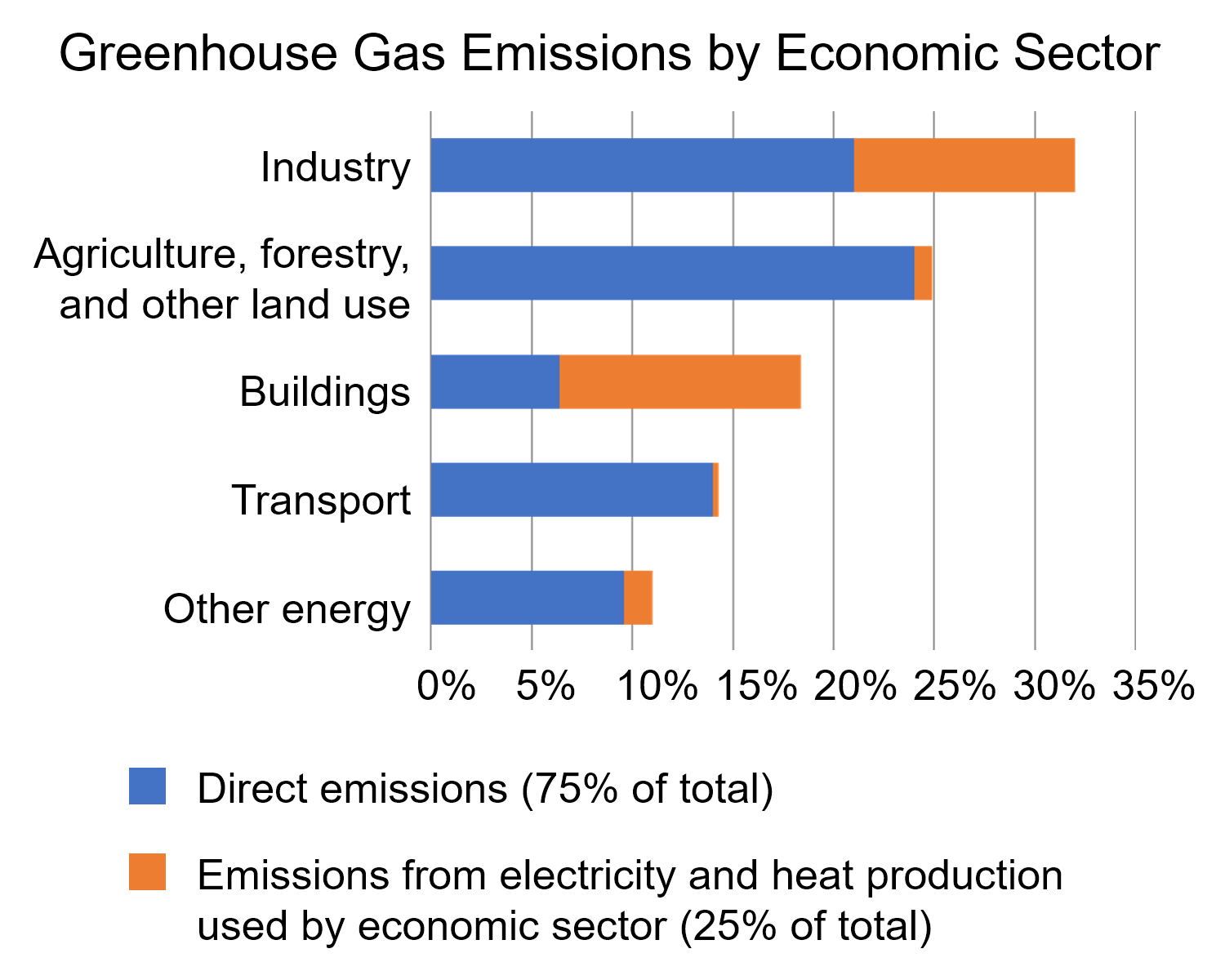
Влияние парниковых газов на различную инфраструктуру

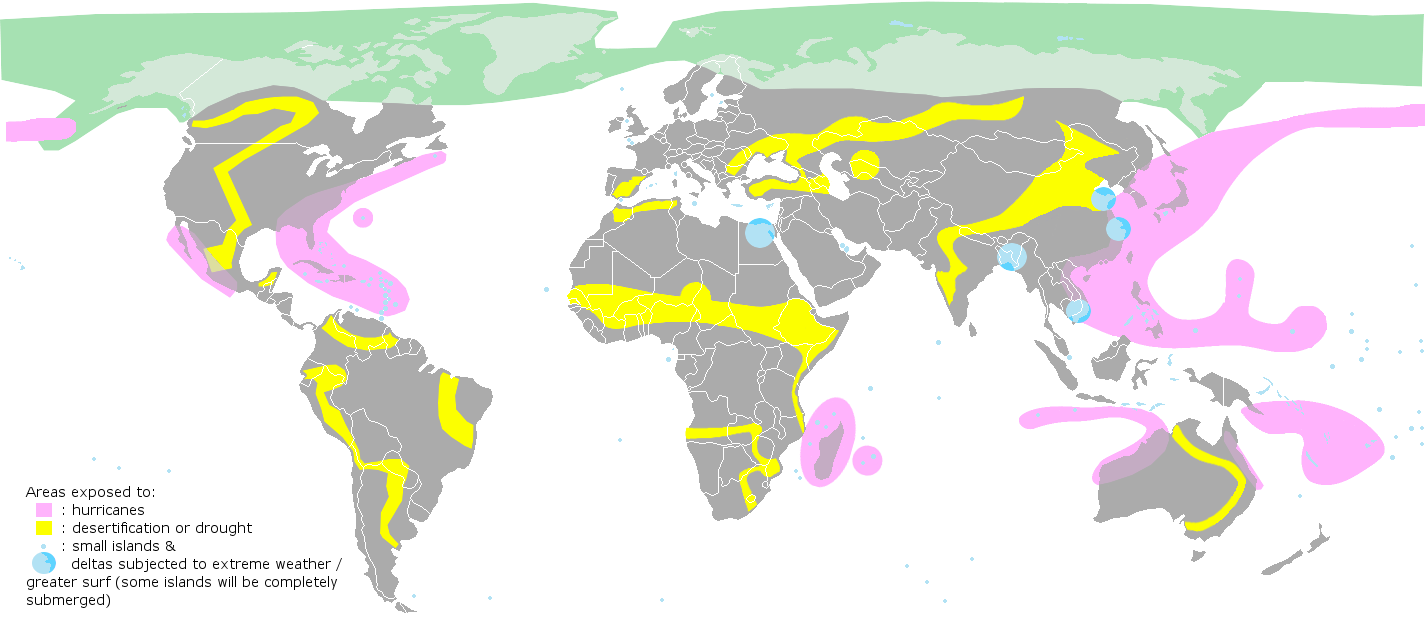
Карта показывает, где может случиться потеря урожая. Розовым цветом обозначены места, где часто случаются ураганы, жёлтым — где случаются засухи, синим — наводнения в дельтах рек

Глобальное потепление и сельское хозяйство — это два взаимосвязанных понятия. Изменение средней температуры, количества осадков или диоксида углерода и озона может оказывать заметное влияние на сельское хозяйство. Примерами отрицательного влияния могут быть расширение ареала вредителей сельскохозяйственных культур, возможное усиление засух в некоторых районах, засоление почв при подъеме уровня моря. Примерами положительного влияния могут быть удлинение вегетационного периода и связанное с ним расширение зоны безрискового земледелия, возможное увеличение количества осадков в некоторых районах, увеличение продуктивности растительной массы, связанное с повышенным уровнем диоксида углерода в атмосфере.
Сельское хозяйство тоже влияет на смену климата. Причиной глобального потепления часто являются выбросы парниковых газов, а также распашка земель несельскохозяйственного назначения, например, вырубка лесов под сельскохозяйственные угодья. Сельское хозяйство является основной причиной увеличения метана и оксида азота в атмосфере Земли.
Однако, если посчитать процентное соотношение выбросов в атмосферу CO2 сельской промышленностью по отношению к другим отраслям, выяснится, что доля сельского хозяйства займёт всего лишь 0,15 %. За расчёт принята сумма 471 миллион тонн в 2012 году по расчёту Европейской Комиссии и статистика по выбросам углеводородов.
Несмотря на технологический прогресс, например, селекция новых видов растений, создание систем для орошения полей, погода является главным фактором количества и качества урожая, поэтому агрономы считают, что оценка потери или повышения количества урожая должна быть своя для каждого региона.
Журнал Science опубликовал исследование о том, что в 2030 году Африка может потерять более 30 % урожая кукурузы, а потери риса и проса в Азии могут достигнуть 10 % от общего числа.
Процент на 2019 не известен, добавьте данные при их публикации. По некоторым источникам он составляет более 90 % загрязнений выбросов планеты, судя по стремительной тенденции глобального потепления и роста населения планеты.
В северных странах, в первую очередь в России и Канаде, в результате глобального потепления расширится зона, благоприятная для сельского хозяйства и жизни людей.
По одному из прогнозов, в результате глобального потепления к 2080 году прирост земель, пригодных для сельского хозяйства составит 4.2 млн км². (в настоящее время — 3,8 млн км² с/х земли). Также из-за снижения вероятности заморозков и увеличения влажности атмосферы земли за счет увеличенного испарения потеплевшего океана, снизятся риски неурожаев. В Канаде прирост будет еще более заметным.

## В земледелии и животноводстве
Процессами, влияющими на земледелие, чаще всего является увеличение газов:
- Диоксид углерода — обезлесивание ведет к росту выбросов парниковых газов
- Метан — выбросы прекращают размножение растений
- Окись азота — выбросы влияют на качество удобрений

На животноводство влияют:
- 9 % мировых выбросов диоксида углерода
- 35-40 % выбросов метана, чаще всего из-за навоза или брожения в кишечнике животных
- 64 % выбросов окиси азота

## Страны
Иногда смена климата может, наоборот, повысить количество урожая. Его количество прибавилось в:
- России — на 25 %
- Канаде — на 27 %
- Китае — на 17 %
- Австралии — на 10 %
- Франции — на 8 %
- Индии — на 4 %

Потеряли некоторое количество урожая из-за смены климата:
- США — 2 %
- Уругвай — 23 %
- Египет — 28 %
- Бразилия — 34 %